# Henry Hugh Clifford
Henry Hugh Clifford, född den 12 september 1826, död den 12 april 1883, var en brittisk generalmajor. Han fungerade också en tid som guvernör i Kapkolonin.
Dåvarande löjtnant Clifford ledde ett anfall i Krimkriget under slaget vid Inkerman den 5 november 1854. Han fick senare Victoriakorset för sina handlingar den dagen.